# Agrilus fisherellus
Agrilus fisherellus es una especie de insecto del género Agrilus, familia Buprestidae, orden Coleoptera. Fue descrita científicamente por Obenberger, 1936.
Se encuentra en el sudoeste de Estados Unidos. Son activos de mayo a septiembre.